# بهادر (أوجان الغربي)
بهادر (بالفارسية: بهادر) هي مستوطنة تقع في إيران في قسم أوجان الغربي الريفي. يقدر عدد سكانها بـ 41 نسمة .